# Blankenhagen (Gütersloh)

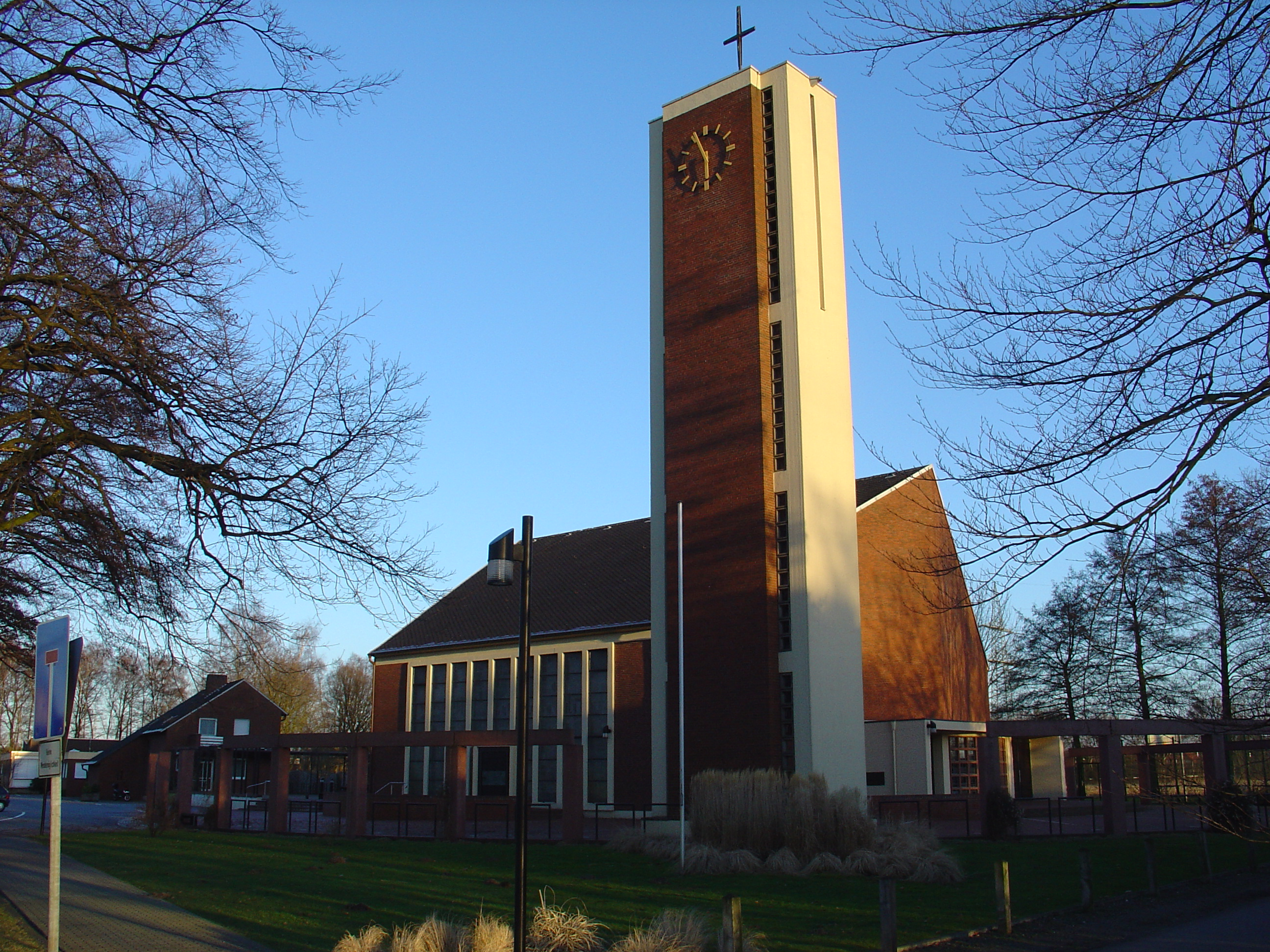
Katholische Kirche Heilige Familie

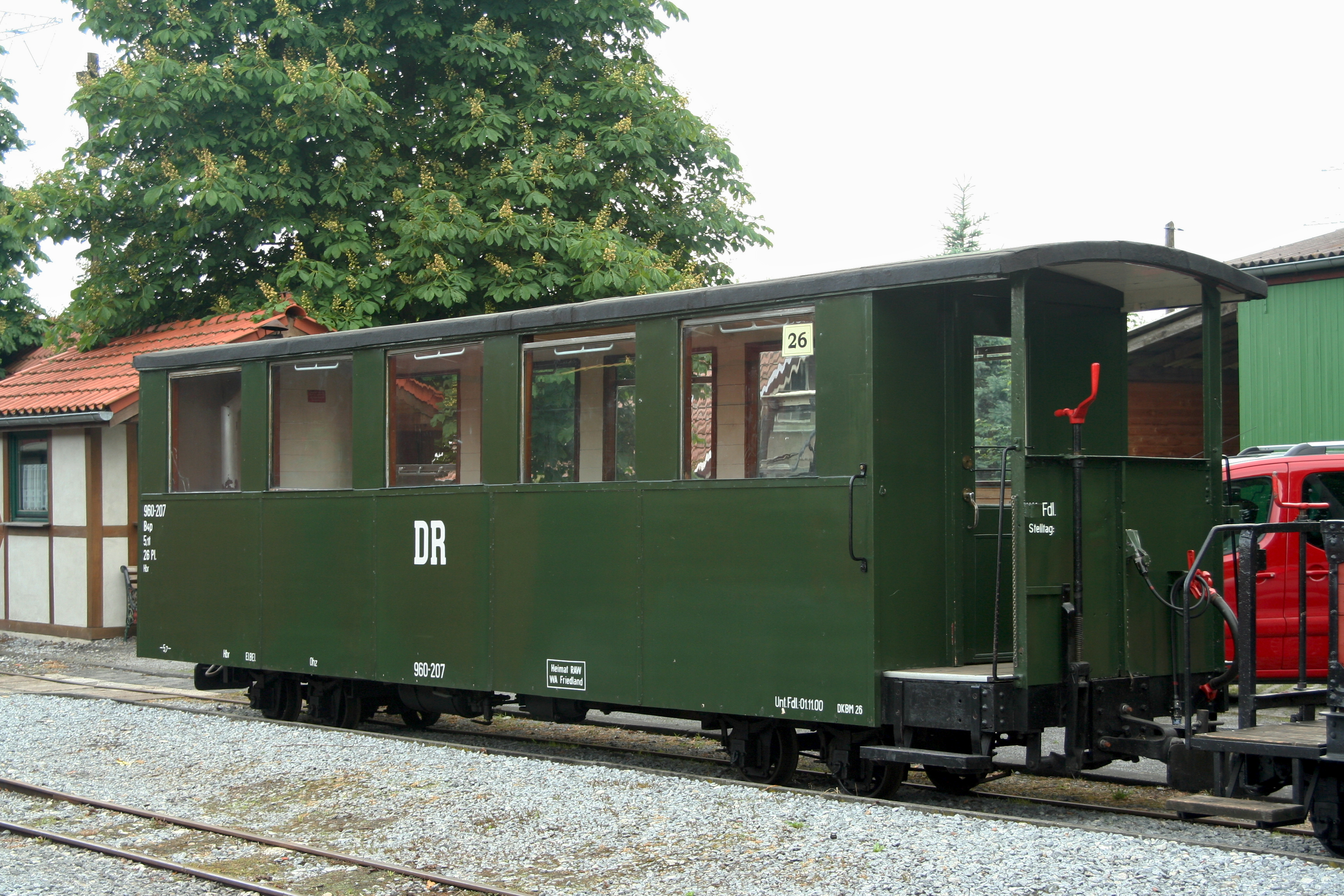
Reisezugwagen bei Mühlenstroth

Blankenhagen ist ein Stadtteil im Nordwesten der ostwestfälischen Kreisstadt Gütersloh in Nordrhein-Westfalen.

## Geschichte
Blankenhagen wurde erstmals 1222 urkundlich erwähnt. Der Name stammt vermutlich von der Landwehr (siehe auch -hagen), die nicht mit Bäumen bepflanzt und somit „blank“ war. Die Wallanlage bildete zusammen mit der Lutter die Grenze zur Grafschaft Ravensberg. Die letzten noch erkennbaren Überreste dieser Landwehr stehen heute unter Denkmalschutz.
Die Bauerschaft Blankenhagen gehörte bis 1565 zum Hochstift Osnabrück, danach bis 1808 zur Herrschaft Rheda, später ab 1815 zu Preußen. In der ersten Katastererfassung der preußischen Verwaltung 1818 wurde die Größe Blankenhagens mit 4656 Morgen (ca. 11,89 km²), 61 Höfen und über 800 Einwohnern angegeben. Von 1843 bis 1910 gehörte Blankenhagen zur Gemeinde Gütersloh-Land im Kreis Wiedenbrück. Am 1. April 1910 wurde diese Gemeinde in die Stadt Gütersloh eingemeindet.
Blankenhagen war bis in die 1950er Jahre hinein rein landwirtschaftlich geprägt. Die industrielle Entwicklung der Kernstadt hatte die Bauerschaft kaum erreicht. 1968 entstand in Blankenhagen eine größere Neubausiedlung ohne erkennbares Zentrum und u. a. mit Hochhäusern, die heute städteplanerisch als „Betriebsunfall“ gewertet werden. Da die Siedlung bis in die 1990er Jahre im Einflugbereich des Gütersloher Militärflugplatzes lag und ortsnahe Einkaufsmöglichkeiten fehlten, fielen Bodenrichtwerte und Mietpreise auf einen im stadtweiten Vergleich sehr niedrigen Stand. 2010 gab die Stadt Gütersloh das Stadtteilentwicklungskonzept „Perspektiven für Blankenhagen“ in Auftrag, um Möglichkeiten zur Beseitigung städtebaulicher und infrastruktureller Defizite des Stadtteils auszuloten.
2015 leben rund 3.500 Einwohner in Blankenhagen. Eine zukünftige Herausforderung für den Stadtteil ergibt sich durch den Abzug der britischen Armee vom Standort Gütersloh bis 2020. Die Soldaten und deren Angehörige bilden einen relativ hohen Anteil der Blankenhagener Bevölkerung, so dass in den nächsten Jahren zahlreiche Wohneinheiten frei werden. 
Zu den Vorzügen des Stadtteils gehören das naturnahe Wohnen und die Tatsache, dass es anders als in anderen Stadtteilen Güterslohs weder Durchfahrtsverkehr noch Industrie-Emissionen gibt.

## Kirchen
Die 1960 eingeweihte, denkmalgeschützte Evangeliumskirche und die 1963 eingeweihte Kirche Zum guten Hirten gehören zur Region Nord der Evangelischen Kirchengemeinde Gütersloh, die dem Kirchenkreis Gütersloh angehört. 1972 ließ die evangelische Gemeinde zudem die Jakobuskirche erbauen, die aber 2007 profaniert wurde. Die katholische Kirchengemeinde „Heilige Familie Gütersloh“, die dem Pastoralverbund Gütersloh-Nordring im Dekanat Rietberg-Wiedenbrück angehört, trifft sich in der 1964 erbauten Pfarrkirche Heilige Familie.

## Sehenswürdigkeiten
Ganz im Osten des Stadtteils liegt das Dampflok- und Kleinbahnmuseum Mühlenstroth.